# Liste der Nintendo-Switch-Spiele/T
| Titel                                                                | Entwickler                              | Herausgeber                                  | Genre                          | Handel | Veröffentlichung D/A/CH                      |
| -------------------------------------------------------------------- | --------------------------------------- | -------------------------------------------- | ------------------------------ | ------ | -------------------------------------------- |
| Table Top Racing: World Tour - Nitro Edition                         | Greenlight Games                        | Greenlight Games                             | Rennspiel                      | Nein   | 1. Mai 2019                                  |
| Tachyon Project                                                      | Eclipse Games                           | Eclipse Games                                | Twin-stick Shooter             | Nein   | 25. Januar 2018                              |
| Tactical Mind                                                        | Drageus Games QubicGames                | QubicGames                                   | Brettspiel Strategie           | Nein   | 30. Dezember 2017                            |
| Tactical Mind 2                                                      | Drageus Games QubicGames                | QubicGames                                   | Brettspiel Strategie           | Nein   | 15. November 2019                            |
| Tactics V: "Obsidian Brigade"                                        | From Nothing Game Studios               | From Nothing Game Studios                    | RPG Strategie                  | Nein   | 9. August 2019                               |
| Taiko no Tatsujin: Drum ‘n’ Fun!                                     | Bandai Namco Studios                    | Bandai Namco Entertainment                   | Rhythmusspiel                  | Ja     | 2. November 2018                             |
| Taimumari: Complete Edition                                          | Victory Road                            | Victory Road                                 | Platformer                     | Nein   | 9. August 2019                               |
| Talk it Out: Handheld Game                                           | Pat-o-logic Studio                      | Pat-o-logic Studio                           | Party                          | Nein   | 20. September 2019                           |
| Tales From Space: Mutant Blobs Attack                                | DrinkBox Studios                        | DrinkBox Studios                             | Platformer                     | Nein   | 10. Mai 2019                                 |
| Tales of Kenzera: Zau                                                | Surgent Studios                         | Electronic Arts                              | Metroidvania                   | Nein   | 23. April 2024                               |
| Tales of the Orient - The Rising Sun                                 | Joindots                                | Joindots                                     | Adventure                      | Nein   | 14. Februar 2019                             |
| Tales of the Tiny Planet                                             | Pixelsplit                              | Markt+Technik                                | Puzzle                         | Ja     | 24. Januar 2018 eShop: 18. Januar 2018       |
| Tales of Vesperia: Definitive Edition                                | Bandai Namco Studios                    | Bandai Namco Entertainment                   | RPG                            | Ja     | 11. Januar 2019                              |
| Talisman: Digital Edition                                            | Nomad Games                             | Nomad Games                                  | RPG                            | Nein   | 9. März 2020                                 |
| Tallowmere                                                           | Chris McFarland                         | Teyon                                        | Rogue-like                     | Nein   | 9. November 2017                             |
| Tamashii                                                             | Vikintor                                | Digerati                                     | Puzzle                         | Nein   | 25. Dezember 2019                            |
| TaniNani                                                             | WhyKev                                  | WhyKev                                       | Puzzle                         | Nein   | 21. April 2020                               |
| Tardy                                                                | One Wing Cicada                         | Drageus Games                                | Adventure                      | Nein   | 1. März 2019                                 |
| Task Force Kampas                                                    | eastasiasoft                            | eastasiasoft                                 | Shoot 'em Up                   | Nein   | 7. Mai 2020                                  |
| Teddy Gangs                                                          | Sabec                                   | Sabec                                        | Fighting                       | Nein   | 4. Oktober 2019                              |
| Tengai                                                               | Zerodiv                                 | Zerodiv                                      | Arcade                         | Nein   | 29. März 2018                                |
| Tangledeep                                                           | Impact Gameworks                        | Impact Gameworks                             | Dungeon Crawler                | Nein   | 31. Januar 2019                              |
| Tangram Tranquillity                                                 | Vertical Reach                          | Vertical Reach                               | Puzzle                         | Nein   | 27. September 2018                           |
| Tanks Meet Zombies                                                   | TitanForgedGames                        | TitanForgedGames                             | Shoot 'em Up                   | Nein   | 16. April 2019                               |
| Tanzia                                                               | Arcanity                                | Arcanity                                     | Rollenspiel                    | Nein   | 19. Juli 2018                                |
| Tarot Readings Premium                                               | Crazysoft                               | Crazysoft                                    | Party                          | Nein   | 18. Juli 2019                                |
| Taxi Sim 2020                                                        | SC Ovilex Soft                          | SC Ovilex Soft                               | Simulation                     | Nein   | 3. Juni 2020                                 |
| Team Sonic Racing                                                    | Sumo Digital                            | Sega                                         | Rennspiel                      | Ja     | 21. Mai 2019                                 |
| Technosphere Reload                                                  | Adaptive Game                           | Ultimate Games                               | Adventure Platformer           | Nein   | 10. Januar 2020                              |
| Teddy The Wanderer: Mountain Hike                                    | Forever Entertainment                   | Forever Entertainment                        | Adventure                      | Nein   | 14. März 2019                                |
| Telling Lies                                                         | Annapurna Interactive                   | Annapurna Interactive                        | FMV Adventure                  | Nein   | 24. April 2020                               |
| Tennis                                                               | X-Stream Digital Mutan                  | D3 Publisher                                 | Sport                          | Nein   | 25. Januar 2018                              |
| Tennis Club Story                                                    | Kairosoft                               | Kairosoft                                    | Strategie                      | Nein   | 7. Mai 2020                                  |
| Tennis Go                                                            | Sabec                                   | Sabec                                        | Tennis                         | Nein   | 24. Oktober 2019                             |
| Tennis in the Face                                                   | 10tons                                  | 10tons                                       | Puzzle Sport                   | Nein   | 8. Dezember 2017                             |
| Tennis Open 2020                                                     | Forever Entertainment                   | Forever Entertainment                        | Sport                          | Nein   | 16. März 2020                                |
| Tennis World Tour                                                    | Breakpoint Studio                       | BigBen Interactive                           | Sport Tennis                   | Ja     | 19. Juni 2018                                |
| Tennis World Tour - Roland-Garros Edition                            | Breakpoint Studio                       | BigBen Interactive                           | Sport Tennis                   | Ja     | 24. Mai 2019                                 |
| Terraria                                                             | Pipeworks Studio                        | 505 Games                                    | Rollenspiel Action             | Nein   | 27. Juni 2019                                |
| TerraTech                                                            | Payload Studios                         | Payload Studios                              | Adventure Strategie            | Nein   | 29. Mai 2019                                 |
| TERRORHYTHM (TRRT)                                                   | EvilCoGames                             | Forever Entertainment                        | Fighting                       | Nein   | 25. Juli 2019                                |
| Tesla vs. Lovecraft                                                  | 10tons                                  | 10tons                                       | Twin-stick Shooter             | Nein   | 16. März 2018                                |
| Teslagrad                                                            | Rain Games                              | Rain Games                                   | Platformer                     | Nein   | 7. Dezember 2017                             |
| Tetra's Escape                                                       | Ratalakia Games                         | Ratalakia Games                              | Puzzle                         | Nein   | 10. August 2018                              |
| Tetraminos                                                           | Bigben Interactive                      | Bigben Interactive                           | Puzzle                         | Nein   | 24. Dezember 2018                            |
| Tetris 99 Exklusiv für Nintendo Switch Online Mitglieder             | Nintendo                                | Nintendo                                     | Puzzle                         | Nein   | 13. Februar 2019                             |
| Tetsumo Party                                                        | Monster Couch                           | Monster Couch                                | Action                         | Nein   | 26. Juli 2019                                |
| Tharis                                                               | Choice Provisions                       | QubicGames                                   | Simulation                     | Nein   | 11. April 2020                               |
| The Adventures of 00 Dilly®                                          | Caipirinha Games                        | Toplitz Productions                          | Platformer                     | Nein   | 20. Februar 2020                             |
| The Adventure Pals                                                   | Massive Monster                         | Armor Games Studios Retail: Super Rare Games | Platformer                     | Ja     | 12. April 2018 Retail: 17. Januar 2019       |
| The Adventures of Elena Temple                                       | GrimTalin                               | GrimTalin                                    | Platformer                     | Nein   | 15. Mai 2018                                 |
| The Alliance Alive HD Remaster                                       | Atlus                                   | NIS America                                  | RPG                            | Ja     | 11. Oktober 2019                             |
| The Amazing Shinsengumi: Heroes in Love                              | Dogenzaka Lab                           | Dogenzaka Lab                                | Visual Novel                   | Nein   | 9. August 2018                               |
| The Aquatic Adventure of The Last Human                              | Digerati                                | Digerati                                     | Adventure                      | Nein   | 25. Dezember 2018                            |
| The Banner Saga                                                      | Stoic                                   | Versus Evil Retail: Gearbox                  | Rollenspiel                    | Ja     | 17. Mai 2018 Retail: September 2018          |
| The Banner Saga 2                                                    | Stoic                                   | Versus Evil Retail: Gearbox                  | Rollenspiel                    | Ja     | 7. Juni 2018 Retail: September 2018          |
| The Banner Saga 3                                                    | Stoic                                   | Versus Evil Retail: Gearbox                  | Rollenspiel                    | Ja     | 26. Juli 2018 Retail: September 2018         |
| The Battle Of Mahjong                                                | Kusone Studio Limited                   | Kusone Studio Limited                        | Mahjong                        | Nein   | 5. September 2019                            |
| The Big Journey                                                      | Catfishbox                              | Nestor Yavorskyy                             | Adventure                      | Nein   | 31. Oktober 2019                             |
| The Binding of Isaac: Afterbirth+                                    | Nicalis                                 | Headup Games                                 | Rogue-like                     | Ja     | 7. September 2017                            |
| The Book of Unwritten Tales 2                                        | THQ Nordic                              | THQ Nordic                                   | Adventure                      | Ja     | 5. Februar 2019                              |
| The Bradwell Conspiracy                                              | A Brave Plan                            | Bossa Studios                                | Puzzle                         | Nein   | 10. Oktober 2019                             |
| The Bridge                                                           | The Quantum Astrophysicists Guild       | The Quantum Astrophysicists Guild            | Puzzle                         | Nein   | 7. September 2017                            |
| The Bug Butcher                                                      | 2Awesome Studio                         | 2Awesome Studio                              | Shooter                        | Nein   | 8. November 2018                             |
| The Bullet: Time of Revenge                                          | Art Games Studio                        | Art Games Studio                             | Shoot 'em Up                   | Nein   | 7. Mai 2020                                  |
| The Bunker                                                           | Splendy Games                           | Wales Interactive                            | FMV-Adventure                  | Nein   | 9. April 2018                                |
| The Caligula Effect: Overdose                                        | Aquria                                  | NIS America                                  | RPG                            | Ja     | 15. März 2019                                |
| The Card: Poker, Texas hold 'em, Blackjack and Page One              | D3 Publisher                            | D3 Publisher                                 | Kartenspiel                    | Nein   | 20. September 2018                           |
| The Charming Empire                                                  | OperaHouse Corporation                  | D3 Publisher                                 | Visual Novel                   | Nein   | 29. März 2018                                |
| The Childs Sight                                                     | HANNMADE Studios                        | Forever Entertainment                        | Adventure                      | Nein   | 20. Juni 2019                                |
| The Church in the Darkness                                           | Paranoid Productions                    | Surprise Attack                              | Adventure                      | Nein   | 2. August 2019                               |
| The Coma: Recut                                                      | Devespresso Studios Stage Clear Studios | Digerati Retail: Merge Games                 | Survival Horror                | Ja     | 21. Dezember 2017 Retail: 19. Juli 2018      |
| The Complex                                                          | Wales Interactive                       | Wales Interactive                            | Adventure                      | Nein   | 31. März 2020                                |
| The Copper Canyon Dixie Dash                                         | Black Dragon Studios                    | Black Dragon Studios                         | Shoot 'em Up                   | Nein   | 23. April 2020                               |
| The Count Lucanor                                                    | Baroque Decay Games Ratalaika Games     | Merge Games                                  | Adventure                      | Ja     | 18. Oktober 2017 Retail: 31. Januar 2018     |
| The Dark Crystal: Age of Resistance                                  | En Masse Entertainment                  | En Masse Entertainment                       | Rundenbasiertes Strategiespiel | Nein   | 4. Februar 2020                              |
| The Darkside Detective                                               | Spooky Doorway                          | Spooky Doorway Retail: Super Rare Games      | Adventure                      | Ja     | 7. Februar 2018 Retail: 26. September 2019   |
| The Deer God                                                         | Blowfish Studios                        | Blowfish Studios                             | Platformer Puzzle              | Nein   | 21. Dezember 2017                            |
| The Demon Crystal                                                    | Regista                                 | Regista                                      | Adventure                      | Nein   | 11. April 2019                               |
| The Drama Queen Murder                                               | Ocean Media                             | Ocean Media                                  | Adventure Puzzle               | Nein   | 25. Juli 2019                                |
| The Dresden Files Cooperative Card Game                              | Hidden Achievement                      | Hidden Achievement                           | Kartenspiel                    | Nein   | 4. Mai 2020                                  |
| The Elder Scrolls: Blades                                            | Bethesda Game Studios                   | Bethesda Softworks                           | Rollenspiel                    | Nein   | 14. Mai 2020                                 |
| The Elder Scrolls V: Skyrim                                          | Bethesda Game Studios                   | Bethesda Softworks                           | Rollenspiel                    | Ja     | 17. November 2017                            |
| The End Is Nigh                                                      | Edmund McMillen und Tyler Glaiel        | Nicalis                                      | Platformer                     | Nein   | 12. Dezember 2017                            |
| The Escapists: Complete Edition                                      | Mouldy Toof Studios                     | Team17                                       | Strategie Rollenspiel          | Nein   | 25. September 2018                           |
| The Escapists 2                                                      | Mouldy Toof Studios                     | Team17                                       | Strategie Rollenspiel          | Ja     | 11. Januar 2018 Retail: 30. Oktober 2018     |
| The Experiment: Escape Room                                          | OnSkull Development                     | OnSkull Development                          | Adventure Puzzle               | Nein   | 13. Mai 2020                                 |
| The Eyes of Ara                                                      | 100 Stones Interactive                  | 100 Stones Interactive                       | Adventure                      | Nein   | 15. Oktober 2019                             |
| The Fall                                                             | Over the Moon Games                     | Over the Moon Games                          | Action-Adventure               | Nein   | 10. Mai 2018                                 |
| The Fall Part 2: Unbound                                             | Over the Moon Games                     | Over the Moon Games                          | Action-Adventure               | Nein   | 13. Februar 2018                             |
| The Final Station                                                    | Do My Best Games                        | tinyBuild Games                              | Action                         | Nein   | 27. Februar 2018                             |
| The First Tree                                                       | David Wehle                             | David Wehle                                  | Adventure                      | Nein   | 30. November 2018                            |
| The Flame in the Flood                                               | The Molasses Flood                      | Curve Digital Retail: Super Rare Games       | Adventure                      | Ja     | 12. Oktober 2017 Retail: 27. April 2018      |
| The Forbidden Arts                                                   | Stingbot Games                          | Stingbot Games                               | Adventure                      | Nein   | 7. August 2019                               |
| The Four Kings Casino and Slots                                      | Digital Leisure                         | Digital Leisure                              | Casino                         | Nein   | 7. Mai 2020                                  |
| The Fox Awaits Me                                                    | Cosen                                   | Cosen                                        | Visual Novel                   | Nein   | 16. April 2020                               |
| The friends of Ringo Ishikawa                                        | yeo                                     | Circle Entertainment                         | Rollenspiel Action             | Nein   | 4. April 2019                                |
| The Gardens Between                                                  | The Voxel Agents                        | The Voxel Agents Retail: Super Rare Games    | Puzzle-Adventure               | Ja     | 20. September 2018 Retail: 28. November 2020 |
| The Golf                                                             | D3 Publisher                            | D3 Publisher                                 | Golf                           | Nein   | 14. Februar 2019                             |
| The Great Ace Attorney Chronicles                                    | Capcom                                  | Capcom                                       | Adventure Visual Novel         | Nein   | 27. Juli 2021                                |
| The Grisaia Trilogy                                                  | Prototype                               | Prototype                                    | Visual Novel                   | Nein   | 7. November 2019                             |
| The House of Da Vinci                                                | Blue Brain Games                        | Blue Brain Games                             | Puzzle                         | Nein   | 26. Juli 2019                                |
| The House of Da Vinci 2                                              | Blue Brain Games                        | Blue Brain Games                             | Puzzle                         | Nein   | 17. Mai 2020                                 |
| The Incredible Adventures of Super Panda                             | Chaos Rift Entertainment LLC            | Ultimate Games                               | Platformer                     | Nein   | 14. Februar 2020                             |
| The Infectious Madness of Doctor Dekker                              | D'Avekki Studios                        | Wales Interactive                            | FMV-Mysterie                   | Nein   | 5. Juni 2018                                 |
| The Inner World                                                      | Studio Fizbin                           | Headup Games                                 | Adventure                      | Nein   | 3. August 2018                               |
| The Inner World – Der Letzte Windmönch                               | Studio Fizbin                           | Headup Games                                 | Adventure                      | Nein   | 3. August 2018                               |
| The Jackbox Party-Pack                                               | Jackbox Games                           | Jackbox Games                                | Party                          | Nein   | 17. August 2017                              |
| The Jackbox Party-Pack 2                                             | Jackbox Games                           | Jackbox Games                                | Party                          | Nein   | 17. August 2017                              |
| The Jackbox Party-Pack 3                                             | Jackbox Games                           | Jackbox Games                                | Party                          | Nein   | 7. April 2017                                |
| The Jackbox Party-Pack 4                                             | Jackbox Games                           | Jackbox Games                                | Party                          | Nein   | 19. Oktober 2017                             |
| The Jackbox Party-Pack 5                                             | Jackbox Games                           | Jackbox Games                                | Party                          | Nein   | 17. Oktober 2018                             |
| The Jackbox Party-Pack 6                                             | Jackbox Games                           | Jackbox Games                                | Party                          | Nein   | 17. Oktober 2019                             |
| The Journey Down: Chapter One                                        | SkyGoblin                               | BlitWorks                                    | Adventure                      | Nein   | 21. Juni 2018                                |
| The Journey Down: Chapter Two                                        | SkyGoblin                               | BlitWorks                                    | Adventure                      | Nein   | 28. Juni 2018                                |
| The Journey Down: Chapter Three                                      | SkyGoblin                               | BlitWorks                                    | Adventure                      | Nein   | 5. Juli 2018                                 |
| The Journey Down Trilogy                                             | SkyGoblin                               | BlitWorks                                    | Adventure                      | Nein   | 21. Februar 2019                             |
| The Keep                                                             | Cinemax                                 | Cinemax                                      | Rollenspiel                    | Nein   | 24. Dezember 2018                            |
| The King's Bird                                                      | Graffiti Games                          | Graffiti Games                               | Adventure                      | Nein   | 12. Februar 2019                             |
| The Last Door: Complete Edition                                      | Plug In Digital                         | Plug In Digital                              | Adventure                      | Nein   | 22. Mai 2019                                 |
| The Last Remnant Remastered                                          | Square Enix                             | Square Enix                                  | Rollenspiel                    | Nein   | 11. Juni 2019                                |
| The Legend of Dark Witch                                             | Inside System                           | IS Co                                        | Adventure                      | Nein   | 24. Oktober 2019                             |
| The Legend of Evil                                                   | Springloaded                            | Springloaded                                 | Strategie-Rollenspiel          | Nein   | 19. Oktober 2018                             |
| The Legend of Zelda: Breath of the Wild                              | Nintendo EPD, Monolith Soft             | Nintendo                                     | Action-Adventure               | Ja     | 3. März 2017                                 |
| The Legend of Zelda: Echoes of Wisdom                                | Nintendo EPD, Grezzo                    | Nintendo                                     | Action-Adventure               | Ja     | 26. September 2024                           |
| The Legend of Zelda: Link’s Awakening                                | Grezzo                                  | Nintendo                                     | Action-Adventure               | Ja     | 20. September 2019                           |
| The Legend of Zelda: Skyward Sword HD                                | Tantalus Media                          | Nintendo                                     | Action-Adventure               | Ja     | 16. Juli 2021                                |
| The Legend of Zelda: Tears of the Kingdom                            | Nintendo EPD, Monolith Soft             | Nintendo                                     | Action-Adventure               | Ja     | 12. Mai 2023                                 |
| The Liar Princess and the Blind Prince                               | Nippon Ichi Software                    | NIS America                                  | Adventure                      | Nein   | 12. Februar 2019                             |
| The Lion’s Song                                                      | Mipumi Games                            | Mipumi Games                                 | Adventure                      | Nein   | 10. Juli 2018                                |
| The Little Acre                                                      | Pewter Games Studios                    | Pewter Games Studios                         | Adventure Puzzle               | Nein   | 25. April 2019                               |
| The Long Reach                                                       | Painted Black Games                     | Painted Black Games                          | Adventure                      | Nein   | 15. März 2018                                |
| The Long Journey Home                                                | Daedalic Entertainment                  | Daedalic Entertainment                       | Adventure                      | Nein   | 4. September 2019                            |
| The Longest Five Minutes                                             | Syupro-DX                               | NIS America                                  | Rollenspiel                    | Ja     | 16. Februar 2018                             |
| The Lord of the Rings: Adventure Card Game                           | Asmodee Digital                         | Asmodee Digital                              | Brettspiel                     | Nein   | 1. November 2019                             |
| The Lost Child                                                       | Kadokawa Shoten                         | NIS America                                  | Rollenspiel                    | Ja     | 22. Juni 2018                                |
| The Lost Light of Sisu                                               | Solvarg                                 | Solvarg                                      | Adventure                      | Nein   | 27. Februar 2019                             |
| The Low Road                                                         | XGen Studios                            | XGen Studios                                 | Adventure                      | Nein   | 23. August 2018                              |
| The Manga Works                                                      | Kairosoft                               | Kairosoft                                    | Simulation                     | Nein   | 7. November 2019                             |
| The Men of Yoshiwara: Kikuya                                         | Dogenzaka Lab                           | D3 Publisher                                 | Visual Novel                   | Nein   | 1. Februar 2018                              |
| The Men of Yoshiwara: Ohgiya                                         | Dogenzaka Lab                           | D3 Publisher                                 | Visual Novel                   | Nein   | 8. März 2018                                 |
| The Messenger                                                        | Devolver Digital                        | Devolver Digital                             | Platformer                     | Nein   | 30. August 2018                              |
| The Midnight Sanctuary                                               | Unties                                  | Unties                                       | Visual Novel                   | Nein   | 4. Oktober 2018                              |
| The Mims Beginning                                                   | Squatting Penguins                      | Ultimate Games                               | Simulation Strategie           | Nein   | 24. November 2019                            |
| The Missing: J.J. Macfield and the Island of Memories                | White Owls                              | White Owls                                   | Action-Adventure               | Nein   | 31. Oktober 2018                             |
| The Mooseman                                                         | Sometimes You                           | Sometimes You                                | Puzzle                         | Nein   | 18. Juli 2018                                |
| The Mummy Demastered                                                 | WayForward                              | WayForward                                   | Platformer                     | Nein   | 24. Oktober 2017                             |
| The Mystery of Hudson Case                                           | Magic Frame Studios                     | Magic Frame Studios                          | Point-and-Click-Adventure      | Nein   | 14. Mai 2018                                 |
| The Next Penelope                                                    | Aurelien Regard Seaven Studio           | Plug In Digital                              | Rennspiel                      | Nein   | 21. Dezember 2017                            |
| The Nightfall                                                        | VIS-Games                               | UIG Entertainment                            | Adventure                      | Ja     | 28. November 2019                            |
| The Ninja Saviors: Return of the Warriors                            | Softdistribution                        | Softdistribution                             | Action                         | Ja     | 30. August 2019                              |
| THE Number Puzzle                                                    | D3 Publisher                            | D3 Publisher                                 | Puzzle                         | Nein   | 7. Juni 2018                                 |
| The Office Quest                                                     | 11Sheep                                 | 11Sheep                                      | Adventure                      | Nein   | 11. Januar 2019                              |
| The Original Mobile Games (nicht in Deutschland)                     | Second Avenue Learning                  | Second Avenue Software                       | Spielesammlung                 | Nein   | 24. Juli 2019                                |
| The Outer Worlds                                                     | Obsidian Entertainment Virtuos          | Private Division                             | Adventure                      | Ja     | 5. Juni 2020                                 |
| The Park                                                             | Funcom Oslo                             | Funcom Oslo                                  | Adventure                      | Nein   | 22. Oktober 2019                             |
| The Path of Motus                                                    | Michael Hicks                           | Michael Hicks                                | Adventure                      | Nein   | 5. Februar 2019                              |
| The Persistence                                                      | Firesprite                              | Firesprite                                   | Action-Adventure               | Nein   | 21. Mai 2020                                 |
| The Pinball Arcade                                                   | FarSight Studios                        | FarSight Studios                             | Flipper                        | Nein   | 6. April 2018                                |
| The Princess Guide                                                   | Nippon Ichi Software                    | NIS America                                  | Action-Strategie               | Ja     | 29. März 2019                                |
| The Pyraplex                                                         | Kairosoft                               | Kairosoft                                    | Simulation                     | Nein   | 8. August 2019                               |
| The Rainsdowne Players                                               | Stephen OGorman                         | Stephen OGorman                              | Adventure                      | Nein   | 7. Februar 2019                              |
| The Raven Remastered                                                 | King Art Games                          | THQ Nordic                                   | Adventure                      | Ja     | 21. Januar 2019                              |
| The Red Strings Club                                                 | Deconstructeam                          | Devolver Digital                             | Adventure                      | Nein   | 14. März 2019                                |
| The Room                                                             | Team17                                  | Team17                                       | Puzzle                         | Nein   | 18. Oktober 2018                             |
| The Secret Order: Shadow Breach                                      | Sunward Games                           | Artifex Mundi                                | Adventure Puzzle               | Nein   | 19. März 2020                                |
| The Sexy Brutale                                                     | Tequila Works Cavalier Game Studios     | Tequila Works Retail: Super Rare Games       | Adventure                      | Ja     | 7. Dezember 2017 Retail: 16. April 2020      |
| The Shapeshifting Detective                                          | Wales Interactive                       | Wales Interactive                            | FMV                            | Nein   | 6. November 2018                             |
| The Shrouded Isle                                                    | Kitfox Games                            | Kitfox Games                                 | Simulation                     | Nein   | 17. Januar 2019                              |
| The Sinking City                                                     | Frogwares                               | Frogwares                                    | Adventure                      | Nein   | 12. September 2019                           |
| The Station                                                          | The Station Game                        | The Station Game                             | Puzzle                         | Nein   | 14. Januar 2020                              |
| The Stillness of the Wind                                            | Memory of God                           | Fellow Traveller                             | Adventure                      | Nein   | 7. Februar 2019                              |
| The Story Goes On                                                    | Scarecrow Arts                          | Scarecrow Arts                               | Adventure                      | Nein   | 2. März 2020                                 |
| The Stretchers                                                       | Tarsier Studios                         | Nintendo                                     | Puzzle                         | Nein   | 8. November 2019                             |
| The Sushi Spinnery                                                   | Kairosoft                               | Kairosoft                                    | Simulation                     | Nein   | 6. Mai 2019                                  |
| The Swindle                                                          | Size Five Games                         | Curve Digital                                | Action                         | Nein   | 11. Oktober 2018                             |
| The Swords of Ditto: Mormo's Curse                                   | Onebitbeyond                            | Devolver Digital                             | Adventure                      | Nein   | 2. Mai 2019                                  |
| The TakeOver                                                         | Antonios Pelekanos                      | Antonios Pelekanos                           | Fighting                       | Nein   | 4. Juni 2020                                 |
| The Tenth Line Special Edition                                       | Sungazer Software                       | Sungazer Software                            | Adventure Rollenspiel          | Nein   | 12. September 2019                           |
| The Tiny Bang Story                                                  | Colibri Games                           | Ellada Games                                 | Adventure Puzzle               | Nein   | 4. Oktober 2019                              |
| The Touryst                                                          | Shin'en                                 | Shin'en                                      | Adventure                      | Nein   | 21. November 2019                            |
| The Tower of Beatrice                                                | Fairy Forest                            | Evgeniy Kolpakov                             | Adventure                      | Nein   | 31. Juli 2019                                |
| The Town of Light: Deluxe Edition                                    | LKA                                     | Wired Production                             | Adventure                      | Nein   | 7. Februar 2020                              |
| The Trail: Frontier Challenge                                        | Peter Molyneux                          | 22cans                                       | Simulation                     | Nein   | 28. Februar 2018                             |
| The Turing Test                                                      | Bulkhead Interactive                    | Square Enix Europe                           | Puzzle                         | Nein   | 7. Februar 2020                              |
| The Unholy Society                                                   | CAT-astrophe Games                      | CAT-astrophe Games                           | Adventure                      | Nein   | 25. Februar 2020                             |
| The Unicorn Princess                                                 | Caipirinha Games                        | Bigben Interactive                           | Adventure                      | Ja     | 14. November 2019                            |
| The Vanishing of Ethan Carter                                        | The Astronauts Chmielarz Adrian         | The Astronauts Chmielarz Adrian              | Adventure                      | Nein   | 15. August 2019                              |
| The VideoKid                                                         | Videokid Games                          | Chorus Worldwide Games                       | Arcade                         | Nein   | 30. August 2018                              |
| The Voice of Germany - Das offizielle Videospiel                     | Ravenscourt                             | Ravenscourt                                  | Party                          | Ja     | 15. März 2019                                |
| The Walking Dead: A New Frontier                                     | Telltale Games                          | Skybound Games                               | Adventure                      | Nein   | 21. Januar 2020                              |
| The Walking Dead: The Complete First Season                          | Telltale Games                          | Telltale Games                               | Adventure                      | Nein   | 28. August 2018                              |
| The Walking Dead: Season 2                                           | Telltale Games                          | Skybound Games                               | Adventure                      | Nein   | 21. Januar 2020                              |
| The Walking Dead: The Final Season                                   | Skybound Games Telltale Games           | Skybound Games                               | Adventure                      | Ja     | 28. August 2018 Retail: 26. März 2019        |
| The Walking Vegetables: Radical Edition                              | Merge Games                             | Merge Games                                  | Shoot 'em up                   | Nein   | 8. November 2018                             |
| The Wardrobe                                                         | Adventure Productions                   | MixedBag                                     | Adventure                      | Nein   | 6. Juli 2018                                 |
| The Warlock of Firetop Mountain: Goblin Scourge! Edition             | Tin Man Games                           | Tin Man Games                                | Adventure                      | Nein   | 13. September 2018                           |
| The Way Remastered                                                   | Sonka                                   | Sonka                                        | Platformer                     | Nein   | 20. April 2018                               |
| The Witcher 3: Wild Hunt - Complete Edition                          | CD Projekt Saber Interactive            | CD Projekt                                   | Action-Rollenspiel             | Ja     | 15. Oktober 2019                             |
| The Wonderful 101: Remastered                                        | PlatinumGames                           | PlatinumGames                                | Action-Adventure               | Ja     | 22. Mai 2020                                 |
| The World Ends with You – Final Remix                                | Jupiter Corporation Square Enix         | Square Enix                                  | Action-Rollenspiel             | Ja     | 12. Oktober 2018                             |
| The World Next Door                                                  | Pixelakes                               | VIZ Media                                    | Adventure                      | Nein   | 28. März 2019                                |
| Thea: The Awakening                                                  | Monster Couch                           | Monster Couch                                | Strategie                      | Nein   | 1. Februar 2019                              |
| Theatre Tales                                                        | Ultimate Games                          | Ultimate Games                               | Adventure                      | Nein   | 24. April 2019                               |
| Them Bombs!                                                          | Yellow Dot                              | Yellow Dot                                   | Puzzle                         | Nein   | 6. Juni 2018                                 |
| Theme Park Simulator                                                 | Best Ride Simulators                    | BLG-Publishing                               | Simulation                     | Nein   | 17. April 2020                               |
| They Came From the Sky                                               | Nestor Yavorskyy                        | Nestor Yavorskyy                             | Action                         | Nein   | 5. Juni 2020                                 |
| Thief of Thieves: Season One                                         | Rival Games                             | Rival Games                                  | Adventure                      | Nein   | 12. November 2019                            |
| Thief Simulator                                                      | Noble Muffins                           | Forever Entertainment                        | Simulation                     | Nein   | 16. Mai 2019                                 |
| Thief Town                                                           | Glass Knuckle Games                     | Skymap Games                                 | Action                         | Nein   | 20. Februar 2020                             |
| Thimbleweed Park                                                     | Terrible Toybox                         | Terrible Toybox Retail: Limited Run Games    | Point-and-Click-Adventure      | Ja     | 21. September 2017 Retail: Juli 2018         |
| Think of the Children                                                | Jammed Up Studios                       | Fellow Traveller                             | Party                          | Nein   | 25. September 2018                           |
| This is the Police                                                   | Weappy Studio                           | THQ Nordic                                   | Strategie                      | Ja     | 24. Oktober 2017 Retail: 5. Dezember 2017    |
| This is the Police II                                                | Weappy Studio                           | THQ Nordic                                   | Strategie                      | Ja     | 25. September 2018                           |
| This Strange Realm Of Mine                                           | Doomster Entertainment                  | Doomster Entertainment                       | Ego-Shooter                    | Nein   | 16. März 2020                                |
| This War of Mine: Complete Edition                                   | 11 bit studios                          | 11 bit studios                               | Adventure                      | Ja     | 27. November 2018                            |
| THOOTH                                                               | Carlsen Games                           | Carlsen Games                                | Shoot ’em up                   | Nein   | 9. Januar 2020                               |
| Three Fourths Home: Extended Edition                                 | Digerati                                | Digerati                                     | Adventure                      | Nein   | 10. Mai 2018                                 |
| Thronebreaker: The Witcher Tales                                     | CD Projekt                              | CD Projekt                                   | Adventure Rollenspiel          | Nein   | 28. Januar 2020                              |
| Thumper                                                              | Drool                                   | Drool Retail: Limited Run Games              | Rhythmusspiel                  | Ja     | 18. Mai 2017 Retail: 20. Juli 2018           |
| Thunder Paw                                                          | SergioPoverony                          | Ratalaika Games                              | Shoot 'em up                   | Nein   | 20. März 2020                                |
| Thy Sword                                                            | GamePhase                               | Ratalaika Games                              | Adventure                      | Nein   | 15. August 2019                              |
| Tick Tock: A Tale for Two                                            | Hazelight Studios                       | Other Tales Interactive                      | Adventure Puzzle               | Nein   | 5. Dezember 2019                             |
| Tic-Tac-Letters by POWGI                                             | Lightwood Games                         | Lightwood Games                              | Puzzle                         | Nein   | 3. Oktober 2019                              |
| Tied Together                                                        | Headup Games                            | Headup Games                                 | Platformer                     | Nein   | 19. Oktober 2018                             |
| Tier Paare - Aufdeck und Gedächtnis Spiel für Kinder und Kleinkinder | winterworks                             | winterworks                                  | Digitales Lernspiel            | Nein   | 4. Juni 2020                                 |
| Tilt Pack                                                            | Super.com                               | Super.com                                    | Fighting                       | Nein   | 11. Februar 2020                             |
| Time Carnage                                                         | Wales Interactive                       | Wales Interactive                            | Ego-Shooter                    | Nein   | 12. September 2018                           |
| Time Recoil                                                          | 10tons                                  | 10tons                                       | Action                         | Nein   | 26. Oktober 2017                             |
| Timber Tennis: Versus                                                | Digital Melody                          | Forever Entertainment                        | Party                          | Nein   | 8. November 2018                             |
| Timberman VS                                                         | Digital Melody                          | Forever Entertainment                        | Party                          | Nein   | 3. Mai 2018                                  |
| Timespinner                                                          | Lunar Ray Games                         | Chucklefish                                  | Adventure                      | Nein   | 4. Juni 2019                                 |
| Tiny Barbarian DX                                                    | StarQuail Games                         | Nicalis                                      | Action                         | Nein   | 10. Oktober 2017                             |
| Tiny Gladiators                                                      | BoomBit Games                           | BoomBit Games                                | Fighting                       | Nein   | 22. November 2019                            |
| Tinyboy                                                              | Interactive Stone                       | Interactive Stone                            | Puzzle                         | Nein   | 13. November 2018                            |
| Tiny Metal                                                           | Area34                                  | Unties                                       | Rundenbasiertes Strategiespiel | Nein   | 21. Dezember 2017                            |
| Tiny Metal: Full Metal Rumble                                        | Area34                                  | Unties                                       | Rundenbasiertes Strategiespiel | Nein   | 11. Juli 2019                                |
| Tiny Troopers Join Ops XL                                            | Wired Productions                       | Wired Productions Retail: Markt+Technik      | Shooter                        | Ja     | 21. Dezember 2017 Retail: 15. Mai 2018       |
| Titans Pinball                                                       | Super PowerUp Games                     | Super PowerUp Games                          | Flipper                        | Nein   | 26. Juli 2018                                |
| Titan Quest                                                          | Iron Lore Entertainment                 | THQ Nordic                                   | Rollenspiel                    | Ja     | 31. Juli 2018                                |
| Toast Time: Smash Up!                                                | Force of Habit                          | Force of Habit                               | Action                         | Nein   | 16. Oktober 2018                             |
| Toby: The Secret Mine                                                | Lukáš Navrátil Games                    | Headup Games                                 | Platformer                     | Nein   | 7. August 2018                               |
| ToeJam & Earl: Back in the Groove!                                   | Adult Swim Games                        | HumaNature Studios                           | Adventure                      | Nein   | 1. März 2019                                 |
| Toki                                                                 | Microids                                | Microids                                     | Platformer                     | Ja     | 4. Dezember 2018                             |
| Toki Tori                                                            | Two Tribes                              | Two Tribes Retail: Super Rare Games          | Puzzle                         | Ja     | 30. März 2018 Retail: 22. August 2019        |
| Toki Tori 2+: Nintendo Switch Edition                                | Two Tribes                              | Two Tribes Retail: Super Rare Games          | Puzzle                         | Ja     | 23. Februar 2018 Retail: 22. August 2019     |
| Tokyo Dark – Remembrance –                                           | Cherrymochi Mebius                      | Sony Music                                   | Adventure                      | Nein   | 7. November 2019                             |
| Tokyo Mirage Sessions ♯FE Encore                                     | Atlus Intelligent Systems               | Nintendo                                     | Rollenspiel                    | Ja     | 17. Januar 2020                              |
| Tokyo School Life                                                    | PQube                                   | PQube                                        | Visual Novel                   | Nein   | 14. Februar 2019                             |
| Tonight We Riot                                                      | Pixel Pushers Union 512                 | Means Interactive                            | Action                         | Nein   | 5. Mai 2020                                  |
| Tools Up!                                                            | All in! Games                           | All in! Games                                | Party                          | Nein   | 3. Dezember 2019                             |
| Toon War                                                             | Lemondo Games                           | Lemondo Games                                | Shoot 'em up Action            | Nein   | 7. Juni 2019                                 |
| Top Run                                                              | Katata Games                            | Fantastico Studio                            | Platformer                     | Nein   | 10. Februar 2020                             |
| Top Skaters                                                          | Digital Melody                          | Forever Entertainment                        | Action                         | Nein   | 8. August 2019                               |
| Top Speed: Drag & Fast Racing                                        | T-Bull                                  | T-Bull                                       | Rennspiel                      | Nein   | 18. März 2020                                |
| Torchlight II                                                        | Panic Button Runic Games                | Perfect World Entertainment                  | Action-Rollenspiel             | Nein   | 3. September 2019                            |
| TORIDAMA: Brave Challenge                                            | G-mode                                  | G-mode                                       | Party                          | Nein   | 31. Januar 2019                              |
| Torquel: Physics Modified Edition                                    | FullPowerSideAttack.com                 | Playism                                      | Puzzle                         | Nein   | 15. Februar 2018                             |
| Totally Reliable Delivery Service                                    | We’re Five Games                        | tinyBuild Games                              | Simulation                     | Nein   | 1. April 2019                                |
| Totes the Goat                                                       | Atooi                                   | Atooi                                        | Puzzle                         | Nein   | 1. März 2018                                 |
| Touch Battle Tank SP                                                 | Silver Star Japan                       | Silver Star Japan                            | Action                         | Nein   | 10. Mai 2018                                 |
| Touchdown Pinball                                                    | SuperPowerUpGames                       | SuperPowerUpGames                            | Flipper                        | Nein   | 31. Januar 2020                              |
| Touhou Azure Reflections                                             | souvenir circ.                          | Unties                                       | Shoot 'em up                   | Nein   | 30. August 2018                              |
| Touhou Genso Wanderer: Reloaded                                      | Aqua Style                              | NIS America                                  | Rogue-like                     | Ja     | 20. Juli 2018                                |
| Touhou Kobuto V: Burst Battle                                        | Cubetype                                | NIS America                                  | Beat 'em up                    | Ja     | 13. Oktober 2017                             |
| Touhou Sky Arena: Matsuri Climax                                     | Area-ZERO                               | Mediascape                                   | Fighting                       | Nein   | 14. Februar 2019                             |
| Tower Climb                                                          | 11Sheep                                 | 11Sheep                                      | Platformer                     | Nein   | 20. Oktober 2019                             |
| Tower Inferno                                                        | Digital Game Group                      | Digital Game Group                           | Action                         | Nein   | 6. März 2020                                 |
| Tower of Babel                                                       | EnjoyUp Games                           | EnjoyUp Games                                | Platformer                     | Nein   | 5. Oktober 2017                              |
| Tower of Babel: No Mercy                                             | EnjoyUp Games                           | DNA Studios                                  | Platformer                     | Nein   | 21. Februar 2020                             |
| TowerFall                                                            | Matt Makes Games                        | Matt Makes Games                             | Action                         | Nein   | 27. September 2018                           |
| Towertale                                                            | MiSou Games                             | Keybol Games                                 | Adventure                      | Nein   | 9. April 2020                                |
| Townsmen                                                             | HandyGames                              | HandyGames                                   | Simulation                     | Nein   | 9. November 2018                             |
| Toy Stunt Bike: Tiptop's Trials                                      | Wobbly Tooth                            | Wobbly Tooth                                 | Rennspiel                      | Nein   | 23. August 2018                              |
| Trailer Trashers                                                     | Sakari Games                            | Sakari Games                                 | Shoot 'em Up                   | Nein   | 26. März 2020                                |
| Trailblazers                                                         | Rising Star Games                       | Rising Star Games                            | Rennspiel                      | Ja     | 15. November 2018                            |
| Trancelation                                                         | MythicOwl                               | Baltoro Games                                | Digitales Lernspiel            | Nein   | 13. März 2020                                |
| Transcripted                                                         | Alkemi                                  | Plug In Digital                              | Shooter                        | Nein   | 23. November 2017                            |
| Transistor                                                           | Supergiant Games                        | Supergiant Games                             | Action-Rollenspiel             | Nein   | 1. November 2018                             |
| Travel Mosaics: A Paris Tour                                         | JetDogs                                 | JetDogs                                      | Puzzle                         | Nein   | 1. November 2018                             |
| Travel Mosaics 2: Roman Holiday                                      | JetDogs                                 | JetDogs                                      | Puzzle                         | Nein   | 16. März 2020                                |
| Travel Mosaics 3: Tokio Animated                                     | JetDogs                                 | JetDogs                                      | Puzzle                         | Nein   | 13. Mai 2020                                 |
| Travis Strikes Again: No More Heroes                                 | Grasshopper Manufacture                 | Grasshopper Manufacture                      | Action-Adventure               | Ja     | 18. Januar 2019                              |
| Treadnauts                                                           | Topstitch Games                         | Topstitch Games                              | Platformer                     | Nein   | 17. August 2018                              |
| Treasure Stack                                                       | Pixelakes                               | Pixelakes                                    | Puzzle                         | Nein   | 1. März 2019                                 |
| Trials of Mana                                                       | Square Enix                             | Square Enix                                  | Rollenspiel                    | Ja     | 24. April 2020                               |
| Trials Rising                                                        | Ubisoft RedLynx                         | Ubisoft                                      | Rennspiel                      | Ja     | 26. Februar 2019                             |
| Tricky Towers                                                        | WeirdBeard                              | WeirdBeard Retail: Super Rare Games          | Puzzle                         | Ja     | 11. Oktober 2018 Retail: 28. Mai 2020        |
| Trine Enchanted Edition                                              | Frozenbyte                              | Frozenbyte                                   | Adventure                      | Nein   | 9. November 2018                             |
| Trine 2: Complete Story                                              | Frozenbyte                              | Frozenbyte                                   | Adventure                      | Nein   | 18. Februar 2019                             |
| Trine 3: The Artifacts of Power                                      | Frozenbyte                              | Frozenbyte                                   | Adventure                      | Nein   | 29. Juli 2019                                |
| Trine 4: The Nightmare Pince                                         | Frozenbyte                              | Modus Games                                  | Adventure                      | Ja     | 8. Oktober 2019                              |
| Trivial Pursuit Live!                                                | Ubisoft                                 | Ubisoft                                      | Brettspiel                     | Ja     | 30. Oktober 2018                             |
| Troll and I                                                          | Spiral House                            | Maximum Games                                | Action-Adventure               | Ja     | 15. August 2017                              |
| Troubleshooter                                                       | Kodobur Yazilim                         | Kodobur Yazilim                              | Shoot 'em Up                   | Nein   | 6. März 2020                                 |
| Trouserheart                                                         | Kyy Games                               | 10tons                                       | Action-Adventure               | Nein   | 4. Oktober 2018                              |
| Trover Saves the Universe                                            | Squanch Games                           | Squanch Games                                | Adventure Puzzle               | Nein   | 28. November 2019                            |
| Truck Simulator USA                                                  | SC Ovilex Soft                          | SC Ovilex Soft                               | Simulation                     | Nein   | 1. November 2019                             |
| Trüberbrook                                                          | btf                                     | Headup Games                                 | Adventure                      | Ja     | 17. April 2018                               |
| True Fear: Forsaken Souls - Part 1                                   | Digital Lounge                          | Digital Lounge                               | Adventure                      | Nein   | 3. Oktober 2018                              |
| True Fear: Forsaken Souls - Part 2                                   | Digital Lounge                          | Digital Lounge                               | Adventure                      | Nein   | 21. November 2019                            |
| Tyr: Chains of Valhalla                                              | Ennui Studio                            | Ennui Studio                                 | Adventure                      | Nein   | 9. Juni 2019                                 |
| Trybit Logic                                                         | HIMACS                                  | HIMACS                                       | Puzzle                         | Nein   | 20. Dezember 2018                            |
| TT Isle of Man - Ride on the Edge                                    | Kylotonn                                | Bigben Interactive                           | Rennspiel                      | Ja     | 23. Mai 2019                                 |
| TT Isle of Man - Ride on the Edge 2                                  | Kylotonn                                | Bigben Interactive                           | Rennspiel                      | Ja     | 14. Mai 2020                                 |
| TumbleSeed                                                           | Benedict Fritz                          | aeiowus                                      | Action                         | Nein   | 2. Mai 2017                                  |
| Tumblestone                                                          | The Quantum Astrophysicists Guild       | The Quantum Astrophysicists Guild            | Puzzle                         | Nein   | 5. Oktober 2017                              |
| Turmoil                                                              | Gamious                                 | Playdigious                                  | Simulation                     | Nein   | 28. Mai 2020                                 |
| Turok                                                                | Nightdive Studios                       | Nightdive Studios                            | Action-Adventure               | Nein   | 18. März 2019                                |
| Turok 2: Seeds of Evil                                               | Nightdive Studios                       | Nightdive Studios                            | Action-Adventure               | Nein   | 9. August 2019                               |
| TurtlePop: Journey to Freedom                                        | Digipen Game Studios                    | Zengami                                      | Platformer                     | Nein   | 9. März 2018                                 |
| Twin Robots: Ultimate Edition                                        | Thinice Games                           | Ratalakia Games                              | Plattformer                    | Nein   | 23. Februar 2018                             |
| Twist & Match                                                        | Sanuk Games                             | Sanuk Games                                  | Puzzle                         | Nein   | 14. März 2019                                |
| Twister Road                                                         | Dispatch Games                          | Dispatch Games                               | Rennspiel Platformer           | Nein   | 1. November 2019                             |
| Two Point Hospital                                                   | Two Point Studios                       | Sega                                         | Simulation Strategie           | Ja     | 25. Februar 2020                             |
| TY the Tasmanian Tiger HD                                            | Krome Studios                           | Krome Studios                                | Platformer                     | Nein   | 3. April 2020                                |
| Tyd wag vir Niemand                                                  | Skobbejak Games                         | Skobbejak Games                              | Adventure Platformer           | Nein   | 20. September 2019                           |
| Type:Rider                                                           | ARTE Experience                         | ARTE Experience                              | Adventure Puzzle               | Nein   | 25. April 2019                               |
| Typoman: Revised                                                     | Brainseed Factory                       | Wales Interactive                            | Plattformer                    | Nein   | 22. Februar 2018                             |